# Konstantynów Łódzki
Konstantynów Łódzki é um município da Polônia, na voivodia de Łódź e no condado de Pabianice. Estende-se por uma área de 27,25 km², com 17 868 habitantes, segundo os censos de 2016, com uma densidade de 655,7 hab/km².